# Motta Baluffi
Motta Baluffi (lombardul: La Mòta) település Olaszországban, Lombardia régióban, Cremona megyében. Lakosainak száma 786 fő (2023. január 1.). Motta Baluffi Cella Dati, Cingia de’ Botti, Roccabianca, San Daniele Po, Scandolara Ravara és Torricella del Pizzo községekkel határos.

## Népesség
A település lakossága az elmúlt években az alábbi módon változott:
| Lakosok száma | 960  | 899  | 897  | 786  |
|               | 2013 | 2017 | 2018 | 2023 |